# 微細脳障害
微細脳障害（びさいのうしょうがい、英語: minimal brain dysfunction、略称：MBD）とは、知能がほぼ正常範囲で、視力、聴力、運動機能に大きな障害もなく、行動上あるいは学習の上で多様な症状を見せる群である。
微細脳機能障害、微細脳機能不全とも訳される。注意欠陥・多動性障害（ADHD）の昔の呼び名である。知的な障害がないのに集中困難な子どもの問題の原因は脳にあると考えられ、脳波やCTスキャンなど様々な検査が試みられたが何も見つからないため、きっと微細な障害があるのだろうという思惑から、そのような診断名がつけられた。その前の診断名は、微細脳損傷(minimal brain damage)(MBD)である。現在はどちらも診断名としては使われず、ほぼ死語となっているが、仮説的な概念として、今でも意味があるとする見方もある。

## MBD以前
1918年には嗜眠性脳炎（エコノモ脳炎）が流行し、後遺症としての多動症の出現があった。
1948年には脳損傷（Brain Injured Child)なる名称の提案があった。提案者シュトラウス曰く、誕生直後に脳損傷や感染を受けると、脳の器質的障害により神経系の障害を示すことがあるとのこと。

## MBDの時代
1959年にはパサマニックが、微細脳損傷（Minimal Brain DamageもしくはMinimal Cerebral Damage)なる用語を導入した。
その後、正常な知能に行動異常と学習能力における特殊な障害を併せ持つ子どもに、微細脳損傷という言葉が乱用され、両親に恐怖感、絶望感を与え、患者に対する周囲の偏見を助長した。この頃は、今で言うところのADHDと学習障害（LD）両方の意味が、この言葉の中に含まれていた。1962年から1963年にかけて開かれた米国でのシンポジウムにおいて、微細脳損傷という用語は不適当であり、微細脳障害が適当であるとされた。
ADHD研究の権威であるラッセル・バークレーは、2000年出版の著書の中で、ADHDの殆どの子供に明確な脳の損傷がないことに、研究者たちは20年前に気づいていたと書いている。

## MBD以後
1960年代には、多動などの行動に焦点が当てられ、多動児症候群、多動症候群、小児運動反応といった言葉が使われ始める。この頃から、クロニジンやメチルフェニデートなどによる薬物治療が、徐々に一般化してくる。1970年代には、問題の焦点が多動から注意力に移り、注意欠陥障害と呼ばれるようになる。その後1987年に注意欠陥多動性障害となり、現在では注意欠陥・多動性障害となっている。

## 批判
バークレーは、注意欠陥・多動性障害という言葉が、正確にこの障害を定義していないと主張。ADHDは、状況またはできごとへの反応を抑制する力に障害があるのだからDDSC（developmental disorder of self-control)すなわちセルフコントロールの障害と呼ぶのが最も正確であると言う。
ある医者は、ADHD、LD、そして恐らくはアスペルガー障害も包括するであろうMBDという言葉を見直し、発達障害には複数の診断が重複することも多いのでMBDと呼んでいいのではないかと思うことがあると書く。
ただ、リタリン（一般名メチルフェニデート）が用いられるようになったのは、子供たちに脳の損傷が実在する証拠が見つからないためMBDという言葉が廃れ、子供の多動に焦点が定められ、多動を治療するようになってからである。
脳のダメージを示唆するMBDから行動を意味する名前に移行してから、診断及び薬物処方とも爆発的な増加を示す。